# Porta (araldica)
La porta compare in araldica come simbolo di liberalità quando è aperta, di fedele custodia quando è chiusa.
La porta compare, solitamente, come elemento di un edificio che viene definito chiuso quando la porta, chiusa, è di smalto diverso da quello della costruzione.
La porta viene invece definita aperta quando se ne vedono i battenti spalancati.

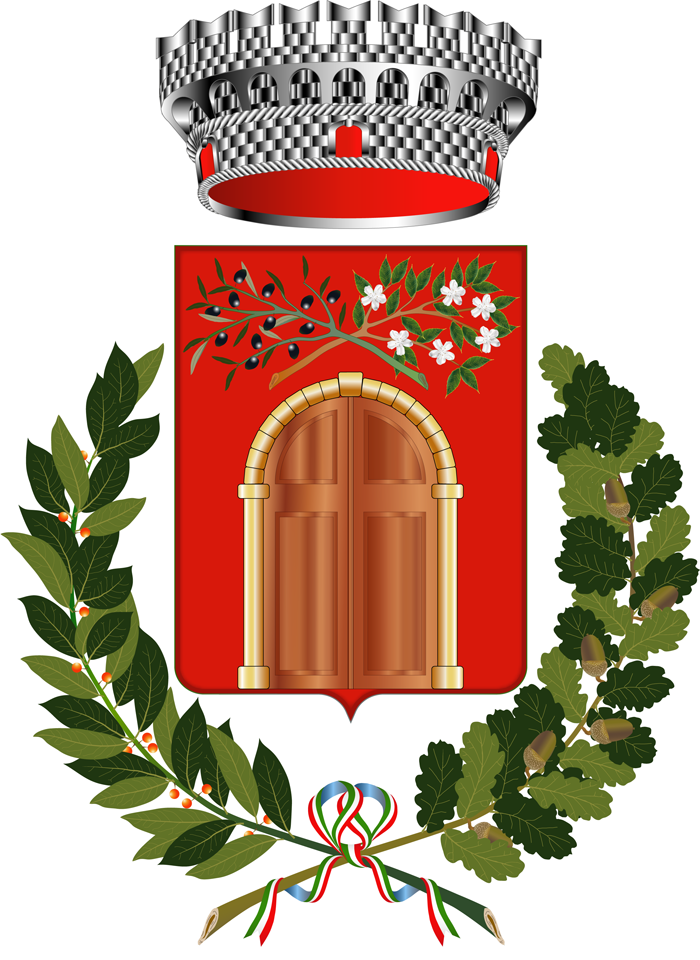
Porta di due imposte chiuse (stemma di Baressa)
Porta di città d'oro aperta (Civita Castellana)
Porta di città aperta (Provincia di Cremona)
D'azzurro, alla porta di città aperta del campo, murata di pietre al naturale, su campagna erbosa, merlata di due merli alla ghibellina (Casalmaggiore)
Porta all'antica sbarrata di ferro (Étroubles)